# エドワード・ヴァン・スローン
エドワード・ポール・ヴァン・スローン（Edward Paul Van Sloan、1882年11月1日 - 1964年3月6日）は、アメリカ合衆国の俳優。『魔人ドラキュラ』『フランケンシュタイン』『ミイラ再生』などのユニバーサル・モンスターズ作品への出演、特にドラキュラ・シリーズのヴァン・ヘルシング役として知られている。

## 生涯
1882年に、マーティン・ヴァン・スローンとテリーザ・ヴァン・スローン（旧姓：ブレア）の息子として、ミネソタ州で生まれる。両親はドイツとオランダからの移民で、父親の死後にサンフランシスコに移住し、母親と兄姉（フランク、マリー、レオノラ、アルマ、ジェセフィーヌ）と共に暮らしながら、母親の勧めで劇場に通い演劇キャリアをスタートさせる。1911年にフィラデルフィアで働き始め、同年にミラ・ジャクソンと結婚し、2月21日に息子ポールをもうけた。
1924年にブロードウェイで『吸血鬼ドラキュラ』にヴァン・ヘルシング教授役で出演し、1931年にトッド・ブラウニングが監督を務める『魔人ドラキュラ』に同役で起用される。映画のヒットによりスローンの演技力も評価され、続く『フランケンシュタイン』『ミイラ再生』にも出演し、怪物と対峙する学者（ミュラー博士、ウォルドマン博士）を演じた。1936年公開の『女ドラキュラ』では、再びヘルシング役を演じている。
1964年にサンフランシスコで死去した。

## 出演作品

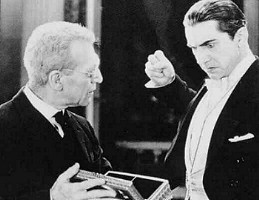
『魔人ドラキュラ』出演時のスローンとベラ・ルゴシ

- Slander（英語版）（1916年） - ジョゼフ・トレメイン
- 魔人ドラキュラ（1931年） - ヴァン・ヘルシング教授
- フランケンシュタイン（1931年） - ウォルドマン博士
- Behind the Mask（英語版）（1932年） - アウグスト・シュタイナー博士 / アレック・マンセル博士 / ミスター・X
- Play Girl（英語版）（1932年） - モファット
- 男子入用（英語版）（1932年） - ウォルターズ
- The Last Mile（英語版）（1932年） - ラビ
- 死の接吻（英語版）（1932年） - トム・エイヴリー
- ミイラ再生（1932年） - ミュラー博士
- Goodbye Love（英語版）（1933年） - 判事
- 男の世界（1934年） - スウェンソン
- 古城の扉 （英語版）（1935年） - 医師
- The Woman in Red（英語版）（1935年） - フォクセル検事
- ポンペイ最後の日（1935年） - カルヴス
- The Story of Louis Pasteur（英語版）（1936年） - 医学会会長
- 女ドラキュラ（1936年） - ヴァン・ヘルシング教授
- The Road Back（英語版）（1937年） - 大統領
- Danger on the Air（英語版）（1938年） - レオナルド・シルバースター博士
- テディ、ザ・ラフ・ライダー（1940年） - エリフ・ルート
- エイブ・リンカーン（1940年） - バレット
- The Doctor Takes a Wife（英語版）（1940年） - ブルクハルト
- Valley of Hunted Men（英語版）（1940年） - ハインリヒ・シュタイナー
- Mission to Moscow（英語版）（1940年） - ドイツ外交官
- Riders of the Rio Grande（英語版）（1943年） - ポップ・オーウェンズ
- 聖処女（1943年） - 医師
- The Mask of Diijon（英語版）（1946年） - シェフィールド
- Sealed Verdict（英語版）（1948年） - 祭司
- アンダーワールド・ストーリー （英語版）（1950年） - 牧師